# Olle Myhrman
Olof Gustav "Olle" Myhrman, född 16 juni 1921 i Ljusne, död där 3 april 2012, var en svensk fotbollsmålvakt som bland annat spelat med Sandvikens IF i Allsvenskan och i Ljusne AIK. Myhrman var även målvakt inom ishockeyn och var den första i Sverige som konstruerade en ansiktsmask. Han har också varit aktiv som tränare inom Tre Kronor. Han avled efter kort tids sjukdom den 3 april 2012.